# 24 Heures du Mans 1930
Navigation
Édition précédente Édition suivante
Les 24 Heures du Mans 1930 sont la 8e édition de l'épreuve et se déroulent les 21 et 22 juin 1930 sur le circuit de la Sarthe. Pour la première fois, un constructeur allemand (Mercedes-Benz) participe à l'épreuve. Alfa Romeo y fait également ses débuts.

## Nombre de pilotes qualifiés pour la course
Ce sont 34 pilotes qui prennent part à cette huitième édition des 24 Heures du Mans et pour la première fois depuis la création de l'épreuve en 1923, ce sont les Britanniques qui sont en majorité sur la grille de départ. C'est également la première participation d'un équipage féminin sur la course mancelle : Marguerite Mareuse et Odette Siko sur une Bugatti Type 40.
| 20 Britanniques | 11 Français | 2 Allemands | 1 Italien |  |

## Classement final de la course

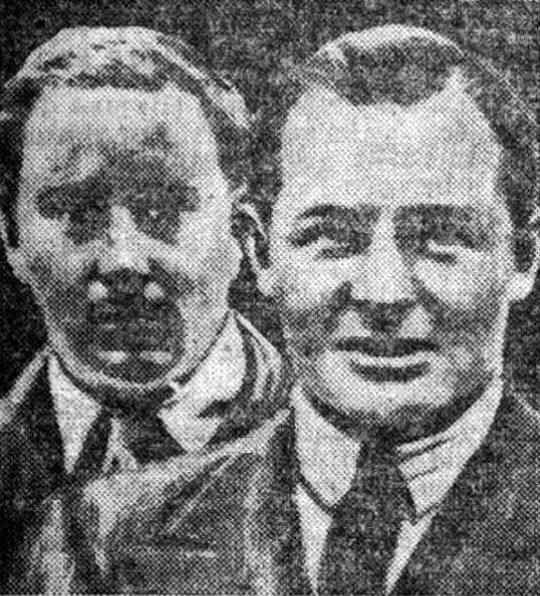
Woolf Barnato (G) et Glen Kidston (D), vainqueurs des 24 Heures du Mans 1930.

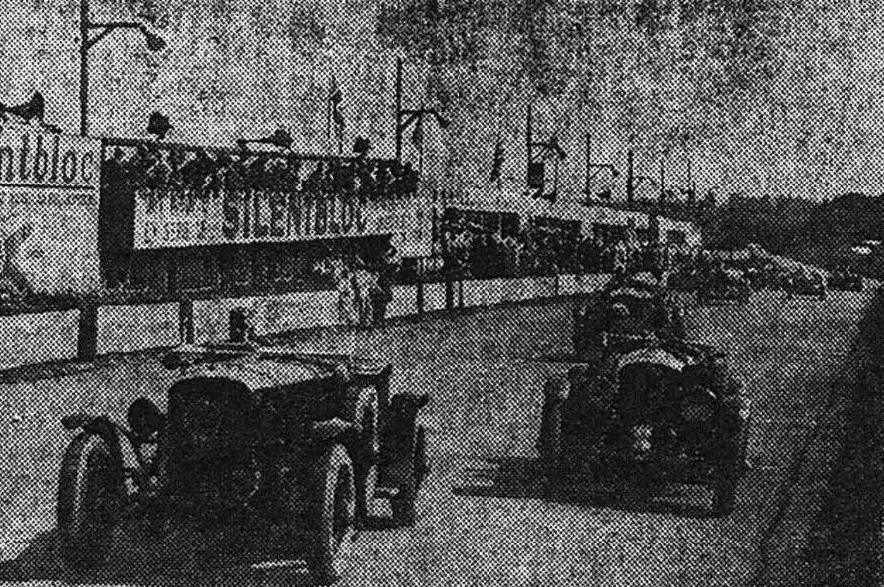
Le départ des 24 Heures du Mans 1930.

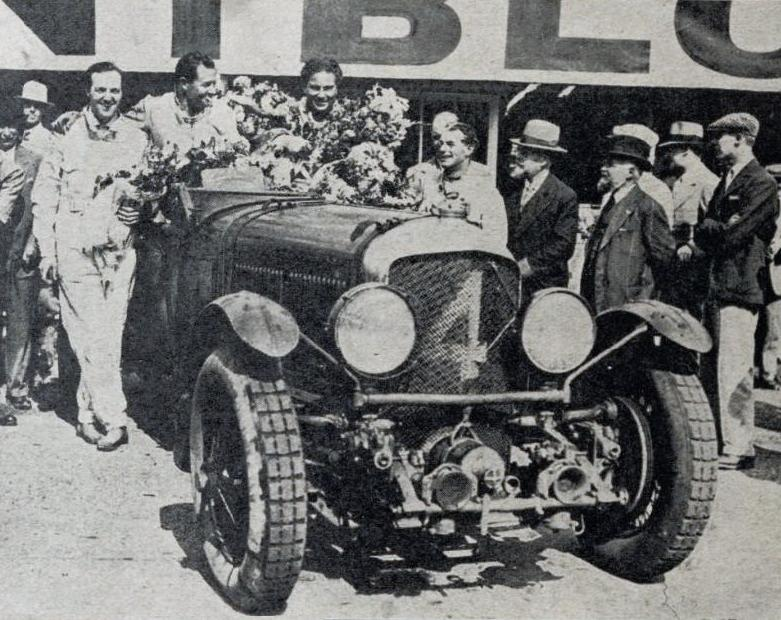
La Bentley 6.6L I6 victorieuse de Barnato et Kidston.

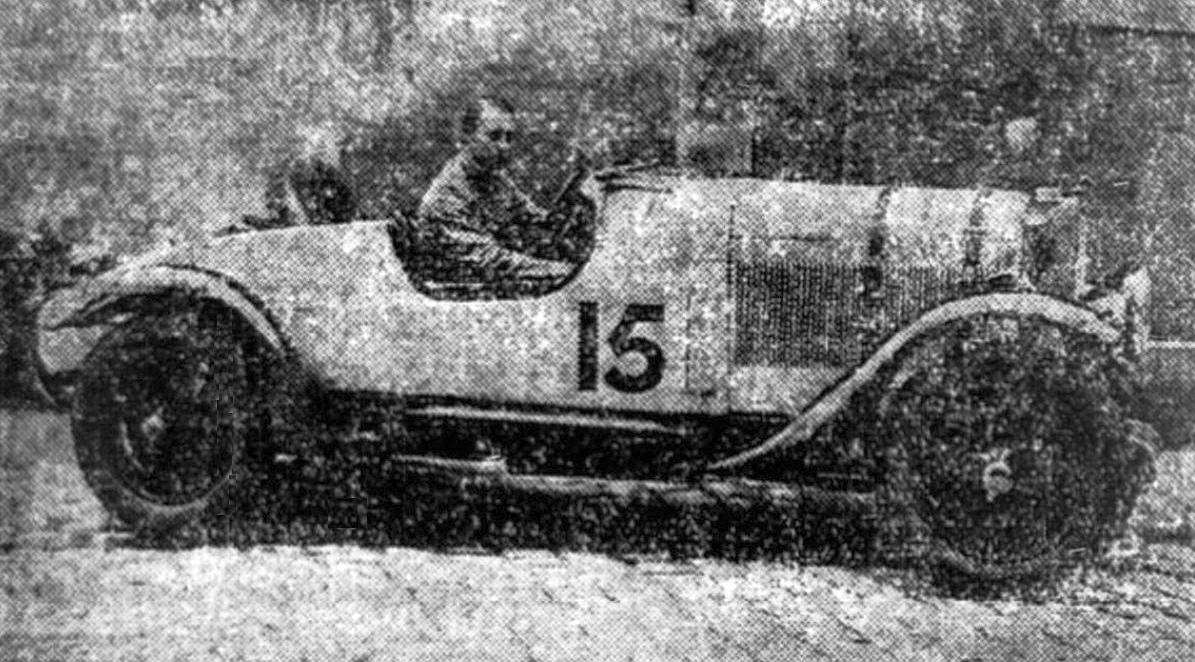
La Talbot AO90 de Brian E. Lewis et Hugh Eaton, 3e des 24 Heures du Mans 1930, et vainqueurs de classe 3L.

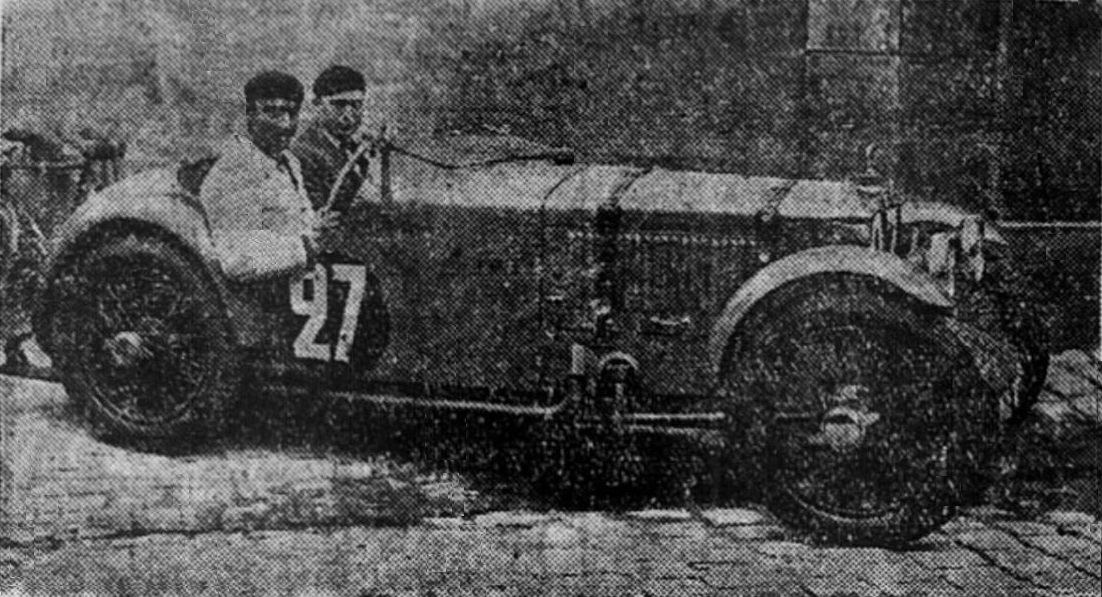
La Tracta A28 de Jean-Albert Grégoire et Fernand Vallon, vainqueurs de classe 1.1 L.

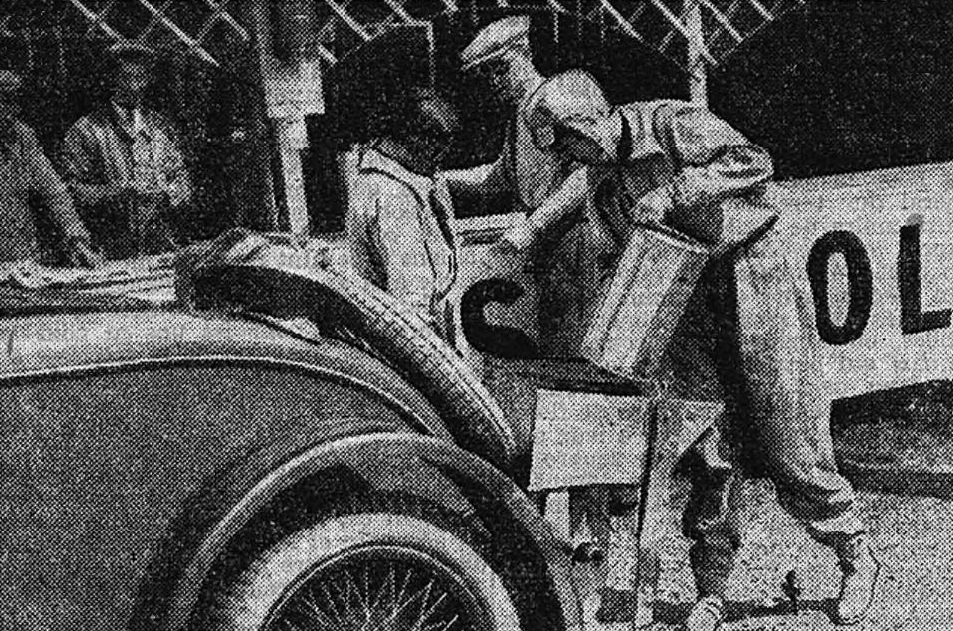
Marguerite Mareuse, future 7e avec Odette Siko, ravitaille aux 24 Heures du Mans 1930.

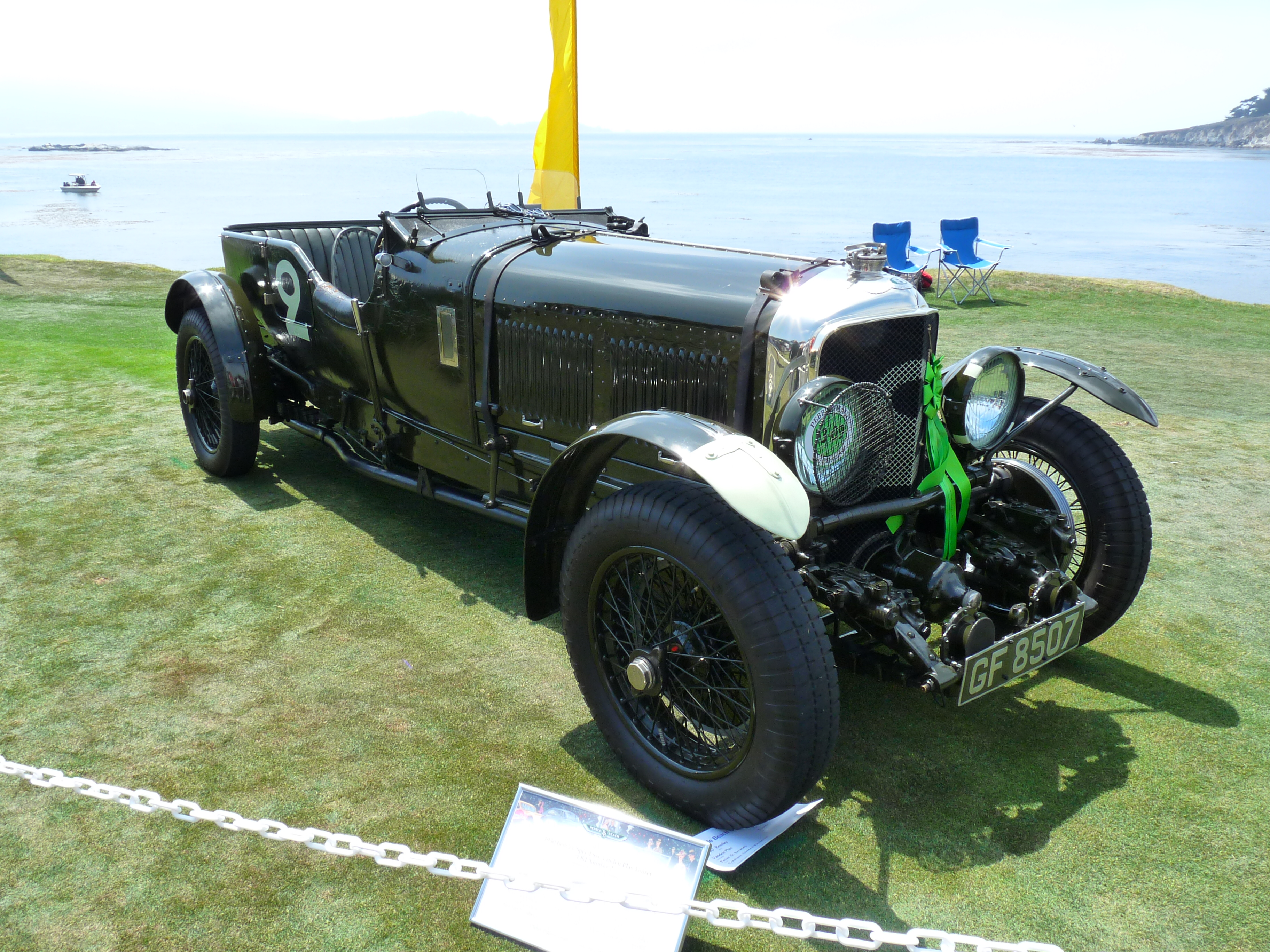
Bentley Speed Six dite "Old Number 2" de Clement et Watney, seconde en 1930.

| Pos. | Catégorie | no | Écurie                        | Pilotes                              | Châssis                  | Moteur                            | Tours |
| ---- | --------- | -- | ----------------------------- | ------------------------------------ | ------------------------ | --------------------------------- | ----- |
| 1    | 8.0       | 4  | Bentley Motors Ltd.           | Woolf Barnato Glen Kidston           | Bentley Speed Six        | Bentley 6.6L I6                   | 179   |
| 2    | 8.0       | 2  | Bentley Motors Ltd.           | Frank Clement Richard Watney         | Bentley Speed Six        | Bentley 6.6L I6                   | 173   |
| 3    | 3.0       | 15 | Arthur W. Fox Charles Nicholl | Brian E. Lewis Hugh Eaton            | Talbot AO90              | Talbot 2.3L I4                    | 162   |
| 4    | 3.0       | 16 | Arthur W. Fox Charles Nicholl | Johnny Hindmarsh Tim Rose-Richards   | Talbot AO90              | Talbot 2.3L I4                    | 160   |
| 5    | 2.0       | 23 | Lord Howe                     | Lord Howe Leslie Callingham          | Alfa Romeo 6C 1750GS     | Alfa Romeo 1.8L compresseur I6    | 159   |
| 6    | 1.5       | 24 | Lea-Francis                   | Kenneth Peacock Sammy Newsome        | Lea Francis Hyper S-Type | Meadows 1.5L compresseur I4       | 140   |
| 7    | 1.5       | 25 | Mme. Marguerite Mareuse       | Marguerite Mareuse Odette Siko       | Bugatti Type 40          | Bugatti 1.5L I4                   | 132   |
| 8    | 1.1       | 27 | Tracta                        | Jean-Albert Grégoire Fernand Vallon  | Tracta A28               | S.C.A.P. 1.0L I4                  | 128   |
| 9    | 1.1       | 26 | Tracta                        | Roger Bourcier Louis Debeurgny       | Tracta A28               | S.C.A.P. 1.0L I4                  | 123   |
| Abd. | 5.0       | 8  | Hon. Miss Dorothy Paget       | Dr. Dudley Benjafield Giulio Ramponi | Bentley Blower C         | Bentley 4.4L compresseur I4       | 144   |
| Abd. | 5.0       | 9  | Hon. Miss Dorothy Paget       | Sir Henry Birkin Jean Chassagne      | Bentley Blower C         | Bentley 4.4L compresseur I4       | 138   |
| Abd. | 8.0       | 1  | Rudolf Caracciola             | Rudolf Caracciola Christian Werner   | Mercedes-Benz SS         | Mercedes-Benz 7.1L compresseur I6 | 85    |
| Abd. | 1.1       | 28 | Mrs. Huskinson & Fane         | R.C. Murton-Neale Jack Hicks         | MG Midget                | MG 0.8L I4                        | 82    |
| Abd. | 8.0       | 6  | Parke                         | « Georges Philippe » Edmond Bourlier | Stutz DV32               | Stutz 5.4L I8                     | 42    |
| Abd. | 8.0       | 5  | Édouard Brisson               | Édouard Brisson Louis Rigal          | Stutz DV32               | Stutz 5.4L I8                     | 34    |
| Abd. | 1.1       | 29 | Francis Samuelson             | F.H.B. Samuelson Freddy Kindell      | MG M Midget              | MG 0.8L I4                        | 28    |
| Abd. | 8.0       | 3  | Bentley Motors Ltd.           | Sammy Davis Clive Dunfee             | Bentley Speed Six        | Bentley 6.6L I6                   | 21    |

## Record du tour
- Meilleur tour en course :  Henry Birkin (no 9, Bentley Blower C, Jean Chassage, Hon. Miss Dorothy Paget) en 6 min 48 s.

## Prix et trophées
- Prix de la Performance :  Brian E. Lewis et  Hugh Eaton (no 15, Talbot AO90, Arthur W. Fox & Charles Nicholl)
- 6e Coupe Biennal :  Woolf Barnato et  Glen Kidston (no 4, Bentley Speed Six, Bentley Motors Ltd.)

## À noter
- Longueur du circuit : 16,340 km
- Distance parcourue : 2 930,663 km
- Vitesse moyenne : 122,111 km/h
- Écart avec le 2e : 98,180 km